# Kühbach
Kühbach est une commune de Bavière (Allemagne) de 4 033 habitants, située dans l'arrondissement d'Aichach-Friedberg.